# Erik Jendrišek
Erik Jendrišek, född 26 oktober 1986 i Trstená, Tjeckoslovakien (nuvarande Slovakien), är en slovakisk fotbollsspelare som spelar för grekiska Volos och Slovakiens fotbollslandslag.